# Rhein-Ruhr Verteilnetz
Die Rhein-Ruhr Verteilnetz GmbH (vormals RWE Rhein-Ruhr Verteilnetz GmbH) war ein deutscher Verteilnetzbetreiber für Elektrizität und Gas.
Das Unternehmen war eine hundertprozentige Tochter der RWE Deutschland AG. Es betrieb für RWE und andere Eigentümer außerhalb des RWE-Konzerns deren regionale Verteilnetze für Strom und Gas in der Region Rhein-Ruhr. Der Bereich entsprach grob dem westlichen und südlichen Teil des ehemaligen Versorgungsgebietes der RWE; der westliche und nördliche Teil wurde von der Schwestergesellschaft Westfalen-Weser-Ems Verteilnetz GmbH bearbeitet.
Das von RRV betreute elektrische Verteilnetz wurde mit einer Hochspannung von 110 kV betrieben und umfasste eine Länge von mehr als 9.000 km, das Gasnetz mehr als 7000 km.
Das Unternehmen entstand 2003 im Rahmen der Entflechtung zur Liberalisierung der Energiemärkte als rechtlich eigenständige Tochter des RWE-Konzern. Als unabhängiger Netzbetreiber gemäß Energiewirtschaftsgesetz stellte die RRV die Netze allen Kunden und Lieferanten diskriminierungsfrei für die Durchleitung von Energie zur Verfügung. Um die Neutralität zu verdeutlichen, wurde im August 2011 – einer Vorgabe aufgrund einer Novellierung des EnWG folgend – der Namensbestandteil "RWE" aus der Firma gestrichen und auch das RWE-Logo nicht weiter verwendet.
Um der in § 7a Abs. 6 EnWG begründeten Verpflichtung zur Entflechtung bezüglich Kommunikationsverhalten und Markenpolitik zu entsprechen, wurde die Rhein-Ruhr Verteilnetz zum 1. Januar 2013 in die Westnetz GmbH eingebracht. Die Westnetz GmbH beschäftigt ca. 5300 Mitarbeiter. An ihre Netze sind ca. 4.500.000 Stromkunden (Netznutzer) und 600.000 Gaskunden (Netznutzer) angeschlossen.